# Si toutes les âmes n'en sont qu'une
Si toutes les âmes n'en sont qu'une est le huitième traité des Ennéades, et neuvième livre de la quatrième Ennéade qui traite de l'âme, rédigé par Plotin. Celui-ci prend pour sujet l'unité de l'âme, et soutient une forme de monopsychisme.